# Cmentarz Piaski-Retkińska w Łodzi
Cmentarz Piaski-Retkińska, Cmentarz rzymskokatolicki pw. Najświętszego Serca Jezusowego – cmentarz katolicki, usytuowany przy ul. Retkińskiej 66 w Łodzi. Podlega pod Parafię Najświętszego Serca Jezusowego w Łodzi. Cmentarz ujęty jest w Gminnej Ewidencji Zabytków miasta Łodzi. Kancelaria cmentarza znajduje się przy ul. Retkińskiej 127.
Cmentarz wytyczono w 1909 na Piaskach w części wsi Retkinia.

## Pochowani na cmentarzu rzymskokatolickim Najświętszego Serca Jezusowego
Na cmentarzu zostali pochowani m.in.:
- Jadwiga Głażewska – sportsmenka
- Jan Klimek – sędzia i działacz ruchu ludowego
- Zygmunt Pater – inżynier lądowy, prezes „Mostów Łódź”[6],
- Franciszek Plocek – senator II RP[7],
- Marian Sordyl – architekt kościoła parafii Najświętszego Serca Jezusowego w Łodzi[8],
- Aleksander Zakrzewski – fotografik, założyciel Łódzkiego Towarzystwa Fotograficznego[9].